# Bitva u Chiari
Bitva u Chiari (1. září 1701) představovala první větší bitvu války o dědictví španělské. Francouzská vojska vedená maršálem Villeroyem se v ní pokusila zničit císařské jednotky Evžena Savojského. Ta se opevnila na pahorku obklopeném ze tří stran vodou. Těžký terén neumožňoval rozvinutí jízdy ani široké pěší formace a deštivé počasí a bahno sílu jakéhokoliv úderu ještě omezovalo. Villeroy se i přes tyto nepříznivé okolnosti a protesty svých důstojníků, zejména maršála Catinata, rozhodl zaútočit se svými elitními pěšími formacemi a byl s těžkými ztrátami odražen. Organizaci ústupu pak musel převzít Catinat, protože Villeroy dostal při pohledu na masakr, který potkal jeho elitní jednotky, hysterický záchvat a nebyl schopen velet.

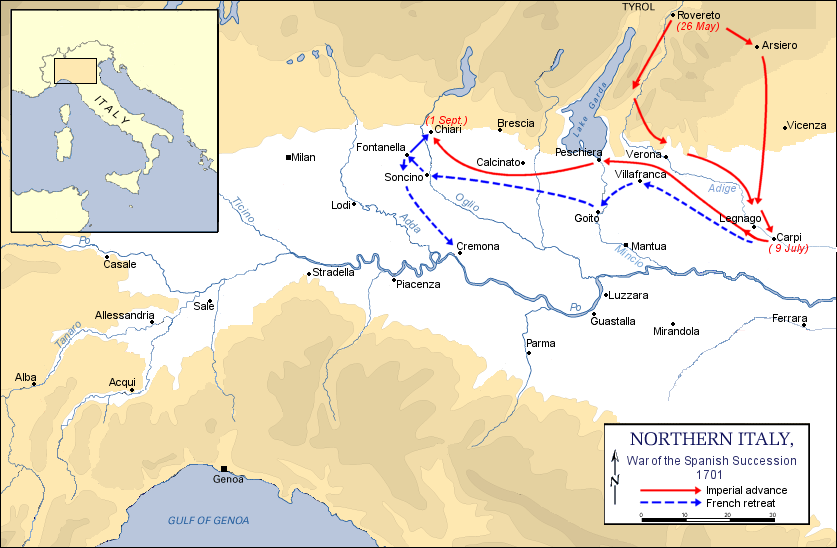
Bitvy válek o dědictví Španělské v severní Itálii v roce 1701